# Trachylepis nancycoutuae
Trachylepis nancycoutuae là một loài thằn lằn trong họ Scincidae. Loài này được Nussbaum & Raxworthy miêu tả khoa học đầu tiên năm 1998.